# Adiós (film)
Adiós is een Spaanse film  uit 2019, geregisseerd door Paco Cabezas.

## Verhaal
Een oplichter op proefverlof zint op wraak wanneer zijn dochtertje sterft bij een auto-ongeluk na de viering van haar Eerste Communie.

## Rolverdeling
| Acteur            | Personage        |
| ----------------- | ---------------- |
| Mario Casas       | Juan Santos      |
| Natalia de Molina | Triana           |
| Ruth Díaz         | Eli              |
| Carlos Bardem     | Manuel Santacana |
| Vicente Romero    | Andrés Santos    |

## Ontvangst

### Recensies
Op Rotten Tomatoes geeft 40% van de 5 recensenten de film een positieve recensie, met een gemiddelde score van 5,75/10.

### Prijzen en nominaties
Een selectie:
| Jaar | Evenement                       | Categorie                | Genomineerde      | Resultaat   |
| ---- | ------------------------------- | ------------------------ | ----------------- | ----------- |
| 2020 | Premios Goya (34ste uitreiking) | Beste vrouwelijke bijrol | Mona Martínez     | Genomineerd |
| 2020 | Premios Goya (34ste uitreiking) | Beste vrouwelijke bijrol | Natalia de Molina | Genomineerd |
| 2020 | Premios Goya (34ste uitreiking) | Beste debuterend actrice | Pilar Gómez       | Genomineerd |